# 陳用敷
陈用敷（?—?） ，字正谊，号锡民。浙江海宁州人。

## 生平
陈世仁孙。乾隆二十五年（1760年）中式庚辰科进士。初授吏部考功司主事，升員外郎。乾隆三十三年（1768年）出為江南揚州府知府。乾隆三十八年（1773年）升廣東雷瓊兵備道，次年升廣東按察使。乾隆四十三年（1778年）遷湖南布政使。歷官廣西按察使、四川布政使。乾隆五十年（1785年）升貴州巡撫。官至安徽巡抚。